# WASP-19b

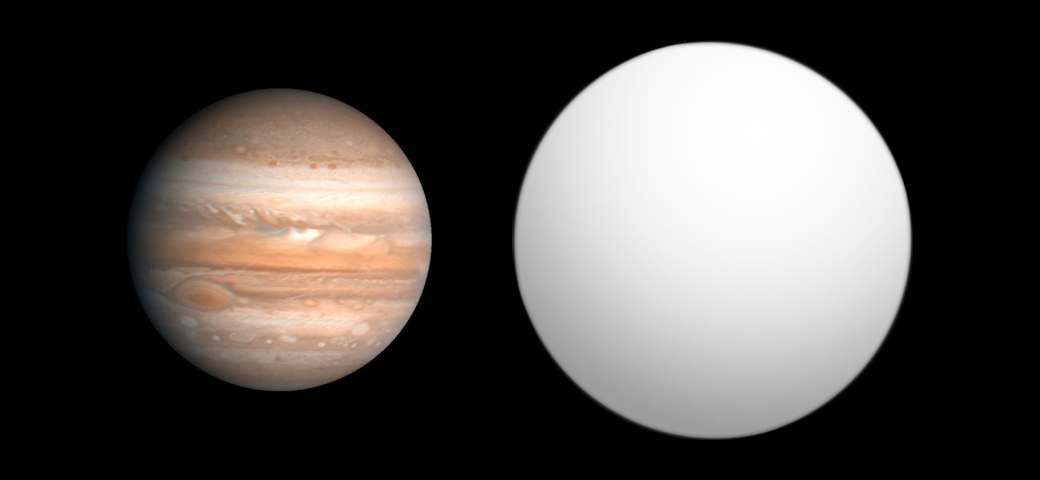

WASP-19b는 돛자리 방향으로 지구로부터 815광년 떨어진 곳에 있는 G형 주계열성 WASP-19 주위를 도는 외계 행성이다. WASP-19b는 항성에 매우 가까이 붙어 돌고 있으며 항성을 1회 도는 시간 또한 1일이 채 되지 않는다. 구체적인 1 공전주기는 0.788388일(18.932시간)에 불과하다. b의 질량은 목성의 1.15배이나 반지름은 목성보다 31퍼센트 더 큰데, 이는 항성으로부터 받는 열로 상층 대기가 부풀어 올랐기 때문이다.

## 대기
최근 베를린 공과대학을 졸업한 ESO의 연구원 엘야르 세다그하티(Elyar Sedaghati)가 이끄는 연구팀은 외계행성 WASP-19b의 대기를 유례없이 세밀하게 조사했다. 그 결과 그들은 VLT를 이용해 대기에 티타늄이 존재한다고 밝혔다.